# 浅川巧
浅川 巧（あさかわ たくみ、1891年（明治24年）1月15日 - 1931年（昭和6年）4月2日）は、朝鮮民芸・陶芸の研究家・評論家。朝鮮半島で植林事業を行う傍ら、朝鮮半島の陶磁器と木工を研究紹介した。

## 略歴
父・浅川如作、母・けいの次男として山梨県北巨摩郡甲村五丁田（同郡高根町五町田を経て、現在は北杜市高根町五町田）に生まれる。兄は浅川伯教。1891年（明治24年）には村山西尋常小学校に、1901年（明治34年）には秋田尋常高等学校に入学する。
1906年（明治39年）4月、山梨県立農林学校に入学、この頃に浅川政蔵と知り合う。1907年（明治40年）6月にはメソジスト甲府教会で受洗。1909年（明治42年）4月、秋田県大館営林署に就職。
1914年（大正3年）23歳、5月に兄を追って朝鮮半島に渡り、同年9月には朝鮮総督府農商工部山林課林業試験場に就職し、養苗や造林研究に従事する。翌1915年（大正4年）には伯教に伴われて我孫子を訪ね、柳宗悦と知り合う。翌1916年（大正5年）2月には浅川政蔵の姉みつえと結婚。同年9月、柳が朝鮮を訪れ、巧宅に泊まり、民芸に開眼する。
1917年（大正6年）、『大日本山林会報』に論文を発表する。1919年（大正8年）3月、3.1独立運動が始まる。同年4月、石戸谷勉と『朝鮮巨樹老樹名木誌』を刊行し、同年8月には石戸と『樹苗養成指針・第一号』を刊行する。1921年（大正10年）には林業試験場が京城郊外の 淸凉里（朝鮮語:  청량리동）（現ソウル市東大門区）に移り、その翌年に巧も転居した。巧は朝鮮の工芸に注目し、陶磁器や家具・民具の収集を行い、1924年（大正13年）4月に柳の発案で柳や兄の伯教とともに李朝王宮跡である景福宮内に朝鮮民族美術館を設立する。1929年（昭和4年）には『朝鮮の膳』を刊行。
1931年（昭和6年）4月2日、急性肺炎のため没、40歳。淸凉里に葬られる。のちに郊外の忘憂里共同墓地に改葬された。1984年に林業試験場職員一同のカンパによって建立された記念碑には「韓国の山と民芸を愛し、韓国の人の心の中に生きた日本人、ここ韓国の土となる」と書かれている。1931年9月、遺著『朝鮮陶磁器名考』が出版された。

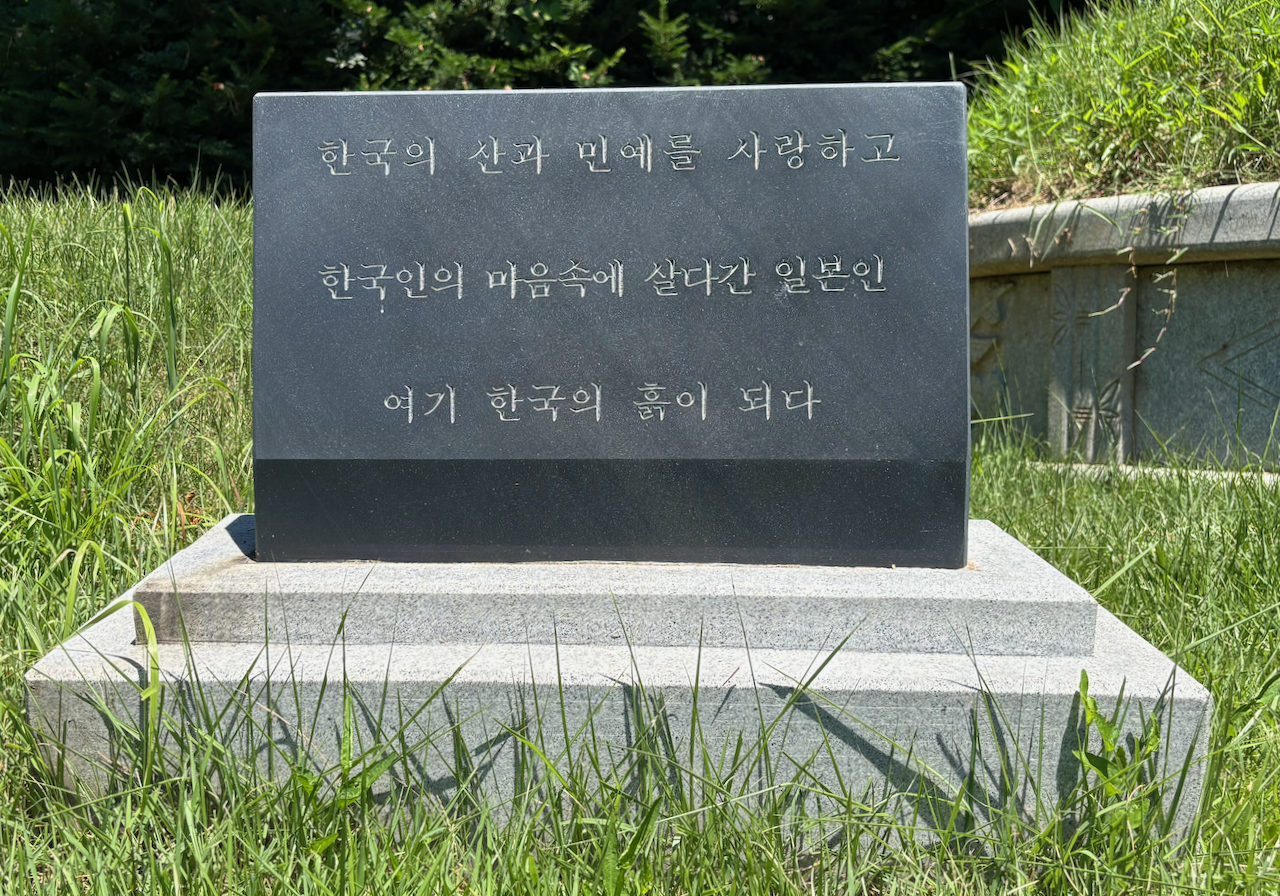
浅川巧氏の記念碑

## 関連施設
- 韓国国立民俗博物館 - 朝鮮民族美術館収蔵品を継承。
- 浅川伯教・巧兄弟資料館 - 浅川兄弟の日記・遺品・陶磁片などを収蔵。北杜市高根町村山北割の「高根生涯学習センター」内にある。

## 著作

### 単著
- 日本民藝美術館 編『朝鮮の膳』工政会出版部〈民藝叢書 第3篇〉、1929年。NDLJP:1192762。
  - 『朝鮮の膳』（増補）八潮書店〈浅川巧著作集〉、1978年12月。 - 浅川(1929)の複製。
- 『朝鮮陶磁名考』工政会出版部、1931年。NDLJP:1225060。
  - 淺川巧『朝鮮陶磁名考』（再版）朝鮮工藝刊行會(出版) 工政會出版部(発売)、1935年5月。NDLJP:1899281。
  - 『朝鮮陶磁名考』（増補）八潮書店〈浅川巧著作集〉、1978年12月。 - 浅川(1931)の複製。
  - 『朝鮮陶磁名考』（復刻版）草風館、2004年7月。ISBN 4-88323-143-7。 - 浅川(1931)の復刻版。
  - 『朝鮮の膳／朝鮮陶磁名考』杉山享司解説、ちくま学芸文庫、2023年1月。ISBN 4480-511652。
- 蝦名則 編『小品集』八潮書店〈浅川巧著作集〉、1978年12月。 - 著者の肖像あり。編者は美術古書肆「えびな書店」店主
- 高崎宗司 編『浅川巧全集』草風館、1996年11月。ISBN 4-88323-092-9。 - 著者の肖像あり。
- 高崎宗司 編『朝鮮民芸論集』岩波書店〈岩波文庫〉、2003年7月16日。ISBN 4-00-381051-1。 著者の年譜(p.317 - p.323)。
- 高崎宗司 編『浅川巧 日記と書簡』草風館、2003年10月。ISBN 4-88323-136-4。 - 著者の肖像あり。

### 編著
- 朝鮮総督府 編『朝鮮巨樹老樹名木誌』朝鮮総督府、1919年4月25日。NDLJP:956998。
- 朝鮮総督府 編『樹苗養成指針 第1号』朝鮮総督府、1919年8月10日。NDLJP:929712。
- 朝鮮総督府 編『樹苗養成指針 第1・2号』朝鮮総督府、1921年7月25日。NDLJP:929713。

## 関連作品
- 『道〜白磁の人〜』（2012年公開） - 浅川巧の生涯を描いた映画。日韓共同制作。
  - （原作：江宮隆之 著『白磁の人』、監督：高橋伴明、出演：吉沢悠、ペ・スビン）
- 『白片つぐつぐ』（2022年3月16日 - 22日、駅前劇場）- 浅川巧に焦点を当てた演劇。
  - （作・演出：佐藤慎哉、出演：アナログスイッチ、ぎぃ子、小野川晶、浅見紘至、齋藤拓海）[9]